# Pusztaszentlászló
Pusztaszentlászló ([pusta-sent-lásló]) je lázeňská obec v Maďarsku v župě Zala, spadající pod okres Zalaegerszeg. Nachází se v Zalské pahorkatině, 23 km jižně od Zalaegerszegu a 228 km jihozápadně od Budapešti. V obci žije 516 obyvatel.
Název se skládá ze tří částí, první z nich odkazuje na pustu, což je označení maďarské stepi, které na začátku názvu mají též okolní obce Pusztaederics a Pusztamagyaród. Druhá a třetí část odkazuje na svatého Ladislava (szent László). Podle legendy král Ladislav, kterého pronásledovali Kumáni, unikl před svými pronásledovateli tunelem vedoucím z kláštera, který kdysi stál na místě dnešního hřbitova ve vesnici. Kumáni v odvetě klášter zničili.
Kromě hlavní části náleží k obci též osada Válickapuszta, která leží 1,5 km jihozápadně od centra obce. Prochází tudy vedlejší silnice 7536, která je jedinou komunikací spojující Pusztaszentlászló s okolím (konkrétně s obcemi Söjtör na severu a Pusztamagyaród na jihu). Protéká tudy potok Alsó-Válicka, jsou zde taktéž tři vodní plochy. V severní části obce se nacházejí termální lázně, ty však jsou od roku 2023 uzavřeny.
V obci se nachází římskokatolický kostel Nanebevzetí Panny Marie a evangelický kostel. Na zdejším viničním vrchu, nacházejícím se jihovýchodně od obce, se nachází rozhledna.
Zemřel zde politik, soudce a právník József Tarányi-Oszterhuber (1792–1869) a rovněž Grácián Püspöky (1817–1861), soudce, vlajkonoš a poručík maďarské armády, který roku 1849 jako první vztyčil maďarskou vlajku na znovudobytém Budínském hradě.

## Sousední obce
| Růžice kompasu | Tófej          |                   | Söjtör | Růžice kompasu |
| Růžice kompasu | Pusztaederics  | Sever             |        | Růžice kompasu |
| Růžice kompasu | Pusztaederics  | Pusztaszentlászló |        | Růžice kompasu |
| Růžice kompasu | Pusztaederics  | Jih               |        | Růžice kompasu |
| Růžice kompasu | Pusztamagyaród |                   |        | Růžice kompasu |